# Joseph Andrews (regény)
A Joseph Andrews, eredeti teljes címe: The History of the Adventures of Joseph Andrews and of his Friend Mr. Abraham Adams (Joseph Andrews és barátja, Mr. Abraham Adams kalandjai) Henry Fielding angol író első regénye; először 1742-ben jelent meg.

## Előzménye
Henry Fielding Samuel Richardson regénye, a Pamela, avagy az erény jutalma hatására lett regényíróvá. Előzőleg számos színdarabot, bohózatot írt, később ügyvédként dolgozott és már úgy tűnt, hogy felhagy az irodalommal, amikor 1740-ben megjelent a Pamela. A nyílt természetű Fieldinget felháborította a Richardson-regény érzelgőssége, szenteskedő képmutatása. 1741-ben megjelent egy névtelen pamflet a félreérthetetlen nevű Shamela Andrews életéről, majd 1742-ben Fielding ellenregénye Pamela testvérének, Joseph Andrews-nek történetével. Tehetsége és mesélőkedve azonban elvitte a szerzőt az eredeti céltól, és így a könyvnek inkább csak az első része tekinthető a Richardson-regény paródiájának.

## Cselekménye
|  | Alább a cselekmény részletei következnek! |

Richardson regényének hősnője, Pamela szobalány egy vidéki nemesi háznál, ahol a fiatalúr el akarja csábítani, de Pamela erényesen ellenáll. Fielding férfihőse, Joseph Andrews – Pamela fivére – inas Lady Booby szolgálatában. Úrnője hiába veti ki rá hálóját. Ám nemcsak a Lady, hanem komornája, Mrs. Slipslop is mindent elkövet, hogy az ifjút meghódítsa. A nővéréhez méltó Joseph Andrews valószínűtlen erényességgel állja az ostromot. Úrnője tehetetlen haragjában elbocsátja őt szolgálatából, állítólagos erkölcstelen élete miatt. Joseph a jóságos, de ügyetlenkedő Adams tiszteletessel útnak indul, hogy kedvesét, Fannyt felkeresse.
„És itt, Joseph kalandjainak a történeténél önálló életet kezd élni a regény, elszakad a paródiától, s hőse sorsának realisztikus rajzával az angol és európai irodalomban egyaránt korszakos jelentőségű alkotássá válik.” Útján sok baj éri, rablók kifosztják, és alig menti meg puszta életét. Megtalálja Fannyt, de Lady Booby és Mrs Slipslop mindent elkövetnek, hogy a szerelmeseket elválasszák egymástól. A történet váratlan fordulatokkal fejeződik be: kiderül, hogy Pamelának nem is Joseph a testvére, hanem Fanny, mert csecsemőkorukban felcserélték őket. Joseph előkelő család gyermeke, aki végül feleségül veszi Fannyt.
A regény legsikerültebb alakja nem is a főhős, hanem barátja, a címben is szereplő Adams tiszteletes. Ez a hiszékeny, tapasztalatlan, de vonzó figura csupa ellentmondás: Bár jövedelme kevés, hat gyermeket nevel fel és nem alázkodik meg soha; Arisztotelész Politikáját könyv nélkül tudja, de a napi politikai eseményekről sejtelme sincs, mert újságot nem olvas. Nagy nehezen rászánja magát egy londoni utazásra, hogy híres prédikációit eladja, és csak Londonban veszi észre, hogy otthon felejtette őket. Aischylos műveit éveken át fordítja és egyszer tévedésből a kézirattal tüzet rak. Másoknak nagyszerű tanácsokkal segít elviselni az élet csapásait, mégis vigasztalhatatlan, amikor saját gyermeke vízbe fullad.
|  | Itt a vége a cselekmény részletezésének! |